# الأدب الأزرق (أنمي)
الأدب الأزرق (باليابانية: 青い文学シリーズ، بالروماجي:  Aoi Bungaku) (بالإنجليزية: Blue Literature Series)‏ هو مسلسل أنمي ياباني تلفزيوني يتكون من 12 حلقة،
من إنتاج استوديو مادهاوس، مقتبست من ستة قصص قصيرة من الأدب الياباني الكلاسيكي، عرض الأنمي في 11 أكتوبر عام 2009 واستمر عرضه حتى 27 ديسمبر عام 2009 . تم تصميم الشخصات من قبل فنانين المانغا، تاكيشي أوباتا (الحلقة 1-4 ، 7–8)، تايت كوبو (الحلقة 5-6، 11-12) و تاكيشي كونومي (الحلقة 9–10). 

## القصص
- لم يعد بشرا من تأليف أوسامو دازاي (الحلقة 1–4): تدور أحداث القصة عن طريق رجل لديه مشاعر غربة شديدة تجاه المجتمع والشعور بالإنسانية.

- في الغابة، تحت أشجار الكرز مكتملة الأزهار من تأليف أنغو ساكاغوتشي (الحلقة 5–6): تدور أحداث القصة عن قاطع طرق يجد فتاة جميلة في الغابة ويأخذها لتكون زوجته، لكنها أكثر مما تبدو عليه.

- كوكورو من تأليف ناتسومي سوسيكي (الحلقة 7–8): تدور أحداث القصة عن شاب يعيش في طوكيو مستأجر لدى أرملة وابنتها. يدعو صديق طفولته الراهب، للعيش معه، على أمل مساعدته. عندما يقع الراهب في حب ابنة الأرملة، فإنه يقود الشقاق بينهما. يتم سرد القصة من وجهة نظر الرجل والراهب.

- اركض ميلوس! من تأليف أوسامو دازاي (الحلقة 9–10): تدور أحداث القصة عن الكاتب المسرحي يكتب مسرحية تستند إلى قصة أركض ميلوس!، ويتعامل مع مشاعره الخاصة بالخيانة تجاه صديق طفولته.

- خيط العنكبوت من تأليف ريونوسكي أكوتاغاوا (الحلقة 11): تدور أحداث القصة عن كانداتا هو مجرم قاسي شرير للغاية يتم القبض علية وأعدمه وبسبب أعماله الشريرة يعذب في الجحيم، والشيء الجيد الذي فعله في حياته هو عدم قتل عنكبوت قابله في المدينة. العنكبوت يسقط له خيط يصعد إلى السماء. وعندما يبدأ بالتسلق يدرك أن الآخرين قد بدأوا في تسلق الخيط خلفه.
- لوحة الجحيم من تأليف ريونوسكي أكوتاغاوا (الحلقة 12): تدور أحداث القصة يوشيهيدي أعظم رسام في البلاد، يكلف من قبل الملك برسم أعظم أعماله داخل ضريحه الملك، وهي صورة لبلد الملك المستبد المليئ بالظلم، لا يستطيع يوشيهيد رؤية أي شيء سوى معاناة عامة الناس. يقرر أن يجعل عمله الأخير تجسيد للبلد كما هو حقًا.

## وصلات خارجية
- موقع الأنمي الرسمي (باليابانية)
- الأدب الأزرق على موقع IMDb (الإنجليزية)
- الأدب الأزرق على موقع قاعدة بيانات الفيلم (الإنجليزية)
- الأدب الأزرق على موقع ليتربوكسد (الإنجليزية)
- الأدب الأزرق على موقع كينوبويسك (الروسية)
- الأدب الأزرق على موقع قاعدة بيانات الفيلم (الإنجليزية)
- الأدب الأزرق على موقع ANN anime (الإنجليزية)